# 크루프

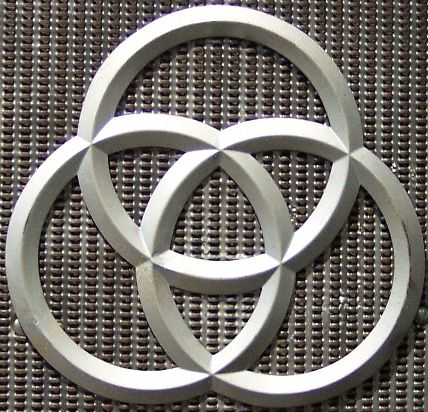
3개의 고리가 겹쳐져 있는 꼴은 크루프의 상징이다. 알프레드 크루프의 특허품인 철도차량용 차륜 Radreifen에서 유래하였으며, 이는 현재 티센크루프의 로고에서도 사용 중이다.

크루프사(Friedrich Krupp AG)는 400년 이상 철강 생산과 군수품, 병기 제조로 유명했던 크루프 가문이 19세기 창업한 기업이다.
이미 30년 전쟁 당시부터 군수품을 공급했던 크루프 가문은 이후 두 차례에 걸친 세계 대전 때까지도 유럽의 가장 막강한 가문 중 하나로서 독일 최고의 무기 제조사로 기능하여 곡사포, 유보트, 전차, 전함, 화기 등 100여 가지에 이르는 각종 군수 물자를 생산하였고, 20세기 초반에는 유럽 최대 규모의 회사에 이른다.
크루프 가문은 1587년 아른트 티센이라는 이름의 상인이 에센으로 이사한 뒤 상인 길드에 가입하면서 시작된다. 이후 그는 여러 가문이 흑사병을 피하기 위해 도시를 떠나면서 주인을 잃은 사유지를 사들였고, 곧 도시에서 가장 부유한 사람 중 하나가 된다. 아른트 사후 그의 자손들은 30년 전쟁 당시를 기점으로 소형 화기를 생산하기 시작하였고 축융기, 탄광, 단조 공장 등을 소유하게 된다. 나폴레옹 전쟁 대에 이르러 1816년 프리드리히 크루프가 Gusstahlfabrik를 설립해 제련된 강철을 생산하면서, 그의 아들 알프레드 크루프 하에 거대 철강 기업으로서 세계를 거의 1세기 가까이 지배할 초석이 마련된다. 1859년 이후로 크루프 사는 프로이센 왕국의, 그 이후로는 독일 제국의 무기 제조사가 된다.
크루프는 군수 물자 외에도 미국에서 철도 건설에 사용되는 강철을 생산하였다. 크루프에서 생산한 강철은 1929년 크라이슬러 빌딩의 최고층 부분이나 마리아나 해구 첫 탐사 당시 사용된 잠수정 등에 사용되었으며, 제3제국 당시에는 아돌프 히틀러를 지지하여 강제 노동에 동조하였다. 종전 후에는 거의 모든 부분이 처음부터 재건되어 다시끔 유럽에서 가장 부유한 기업이 되었으나 1967년 경기 불황으로 심각한 손해를 입은 후, 1999년 티센과 합병해 산업 복합기업인 티센크루프가 된다.
크루프는 역사적으로 유럽에서 발발한 전쟁과 관련하여 논란의 대상이 되어 왔다. 다양한 충돌 및 전쟁 상황에서 군수 물자 공급원 역할을 한 크루프는 전쟁과 그에 뒤따르는 대학살에 대한 비판을 받고 있다.

## 개요
크루프 가는 프리드리히 크루프(1787~1826)가 1810년 에센에 강철 주물 공장을 세우면서 철강 기반 산업을 본격적으로 시작하였다. 그의 아들인 알프레드 크루프에 이르러서는 주로 철도 차륜이나 식기 제조에 사용되는 강철 롤러의 주요 공급자가 되기 위해 신기술에 집중적으로 투자하였고, 이와 함께 베서머 법을 비롯한 독자적인 주강 제조 기술에 투자하였으며 독일과 프랑스에서 대량의 광산을 매입하였다. 또한 공장 노동자들에게 주택이나 의료, 퇴직금 등을 제공하는 등 당시로서는 획기적인 복지를 제공하였다.
1840년대에 들어서 미국의 철강 산업이 성장하면서 주요 생산품이었던 철도 관련 부품에 대한 수입이 감소하였고, 대신 러시아, 터키, 프로이센에 강철 대포를 생산하고 판매하는 등 정부가 무기 판매 기업에 제공하는 보조금을 받아 무기 산업의 비중을 높임으로서 1880년대 후반에는 무기 제조를 전체 생산량의 약 50% 비중까지 끌어올리기에 이른다. 이때 크루프 사 직원은 약 20,000명에 달했다. 1903년에는 정식으로 기업법인을 설립하여 주식합명회사가 됨으로써 명실상부한 세계 최대의 공업 기업이 되었다.
20세기 초반에는 크루프의 상속자인 베르타 크루프(Bertha Krupp)와 결혼한 구스타프 크루프 폰 볼렌 운트 할바흐(Gustav Krupp von Bohlen und Halbach)가 회사를 이끌었다. 1933년 히틀러가 등극한 후 제2차 세계 대전이 발발하면서 1호-4호-6호-7호 전차, 88mm 대공포, 구스타프 열차포 등의 무기를 생산하였고, 크루프 산하의 조선소에서는 유보트 역시 131척 규모로 제조하였다. 1943년에는 히틀러의 지시에 따라 개인 회사로 전환되었고, 구스타프의 장남인 알프리드 크루프 폰 볼렌 운트 할바흐(Alfried Krupp von Bohlen und Halbach)가 소유주가 되었다. 독일의 패전 후에는 구스타프가 치매 환자였다는 점을 감안하여 뉘른베르크 계속재판 중 크루프 재판은 알프리드에게 대신 전쟁범죄로서 처벌을 내리고, 징역 12년 선고와 함께 지분의 75%를 매각하고 자신의 전 재산을 내놓을 것을 명령한다. 하지만 냉전이 심화되고 인수자도 나서지 않자 알프리드는 1951년에 석방과 동시에 재산을 돌려받았고, 1953년 회사 경영에 복귀한다.
1968년 크루프는 주식회사로 전환하였고, 1999년 크루프는 가장 큰 경쟁 상대였던 티센과 합병하여 티센크루프가 되면서 독일 기업 규모 5위와 함께 세계 최대급의 철강 생산 기업 타이틀을 얻는다.

## 복지
크루프는 설립 초기부터 노동자의 권리 보장을 위해 노력했다. 알프레드 크루프는 노동자가 회사에 충성을 맹세했을 때 전례 없는 양의 임금과 기술 교육, 사고·질병·생명 보험과 주택, 복지 시설, 공원, 학교, 백화점 등의 혜택을 제공하는 시스템을 갖추게 하였고 미망인과 고아 역시 각각의 남편이나 부모가 사망했을 경우 보상금 지급이 보장되었다.